# Ас-дур
Ас-дур је дурска лествица, чија је тоника тон ас, а као предзнак има четири снизилице.

## Познатија класична дела у Ас-дуру
- Већи део опере Парсифал, Вагнер
- Трећа балада, оп. 47, Шопен
- Трећи став прве симфоније, Брамс
- Други став „Патетичне“ сонате, Бетовен
- Прва симфонија, Едвард Елгар